# Feeling Good (album Randy Crawford & Joe Sample)
Feeling Good – czternasty album studyjny amerykańskiej piosenkarki jazzowej Randy Crawford, a zarazem pierwszy album sygnowany nazwą duetu Randy Crowford & Joe Sample. Wydany w 2006 roku przez dwie wytwórnie płytowe EmArcy i P.R.A. Records pod wspólnym numerem katalogowym 0602517011632.

## Spis utworów
| 1.  | "Feeling Good" (Anthony Newley/Leslie Bricusse)        | 4:04  |
|     |                                                        |       |
| 2.  | "End of the Line" (Cynthia Medley/John Edmondson)      | 3:28  |
|     |                                                        |       |
| 3.  | "But Beautiful" (Johnny Burke/James van Heusen)        | 3:53  |
|     |                                                        |       |
| 4.  | "Rio De Janiero Blue" (John Haeny/Richard Torrance)    | 5:06  |
|     |                                                        |       |
| 5.  | "Lovetown" (Peter Brian Gabriel)                       | 4:27  |
|     |                                                        |       |
| 6.  | "See Line Woman" (George Bass)                         | 4:58  |
|     |                                                        |       |
| 7.  | "Tell Me More and More and Then Some" (Billie Holiday) | 2:57  |
|     |                                                        |       |
| 8.  | "Everybody’s Talking" (Fred Neil)                      | 3:54  |
|     |                                                        |       |
| 9.  | "When I Need You" (Albert Hammond/Carol Bayer Sager)   | 4:14  |
|     |                                                        |       |
| 10. | "Save Your Love for Me" (Buddy Johnson)                | 3:22  |
|     |                                                        |       |
| 11. | "Last Night at Danceland" (Joe Sample/Will Jennings)   | 4:16  |
|     |                                                        |       |
| 12. | "All Night Long" (Curtis Lewis)                        | 5:20  |
|     |                                                        |       |
| 13. | "Mr. Ugly" (Norman Mapp)                               | 3:17  |
|     |                                                        |       |
|     |                                                        | 53:16 |
|     |                                                        |       |

## Muzycy
- Randy Crawford – wokal
- Joe Sample – fortepian
- Steve Gadd – perkusja
- Ray Parker, Jr. – gitara
- Christian McBride – gitara basowa
- Anthony Wilson – gitara
- Dean Parks – gitara
- Luis Quintero – instrumenty perkusyjne

## Produkcja
- Joe Sample – producent i aranżer
- Tommy LiPuma - producent
- Bill Smith – dodatkowy inżynier dźwięku
- Rob Mounsey – dodatkowy inżynier dźwięku
- Paul Smith – dodatkowy inżynier dźwięku
- Doug Sax – mastering
- Al. Schmitt – nagrywanie i miksowanie nagrań
- Steve Genewick – asystent miksowania nagrań
- Rob Mounsey - programowanie
- John Cabalka – kierownictwo artystyczne, design
- Steven Silverstein - fotografie

## Najwyższe notowania na listach
| Lista 2007                        | Pozycja |
| --------------------------------- | ------- |
| Lista amerykańska Top Jazz Albums | 3       |
| Lista amerykańska R&B Albums      | 77      |
| Lista holenderska                 | 95      |
| Lista niemiecka                   | 44      |